# Stronghold (album)
Stronghold to czwarty album zespołu Summoning wydany w 1999 roku przez wytwórnię Napalm Records. Po trzech latach Summoning zmienił na bardziej cięższe brzmienie gitar, a perkusja nabrała głębszego brzmienia. W utworze Where Hope and Daylight Die po raz pierwszy wykorzystano żeński wokal - gościnnie wystąpiła wokalistka Die Verbannten Kinder Evas, Tania Borsky.

## Lista utworów
1. Rhûn - 3:25
2. Long Lost to Where No Pathway Goes - 7:23
3. The Glory Disappears - 7:49
4. Like Some Snow-White Marble Eyes - 7:19
5. Where Hope and Daylight Die - 6:28
6. The Rotting Horse on the Deadly Ground - 8:25
7. The Shadow Lies Frozen on the Hills - 7:01
8. The Loud Music of the Sky - 6:47
9. A Distant Flame Before the Sun - 9:43

## Twórcy
- Protector (Richard Lederer) - śpiew, gitary, instrumenty klawiszowe, programowanie perkusji
- Silenius (Michael Gregor) - śpiew, instrumenty klawiszowe
- Tania Borsky - śpiew (gościnnie)